# Тиллиш, Марсия
Ма́рсия А. Ти́ллиш (англ. Marcia A. Tillisch, урожд. Ма́рсия А. Пе́кар, англ. Marcia A. Pekar; 8 октября 1963, Джолиет — 20 ноября 2014, Милуоки, Висконсин) — американская кёрлингистка.

## Достижения
- Чемпионат США по кёрлингу среди женщин: золото (1995).
- Чемпионат США по кёрлингу среди смешанных команд: золото (1991, 1993), бронза (1994).

## Команды
| Сезон                                          | Четвёртый     | Третий         | Второй         | Первый        | Запасной      | Турниры                        |
| ---------------------------------------------- | ------------- | -------------- | -------------- | ------------- | ------------- | ------------------------------ |
| 1994—95                                        | Лиза Шёнеберг | Эрика Браун    | Лори Маунтфорд | Марсия Тиллиш | Эллисон Дарра | ЧСШАЖ 1995 · ЧМ 1995 (6 место) |
| Кёрлинг среди смешанных команд (mixed curling) |               |                |                |               |               |                                |
| 1990—91                                        | Джефф Гудленд | Kathy Baldwin  | Cal Tillisch   | Марсия Тиллиш |               | ЧСШАСК 1991                    |
| 1992—93                                        | Джефф Гудленд | Лори Маунтфорд | Cal Tillisch   | Марсия Тиллиш |               | ЧСШАСК 1993                    |
| 1993—94                                        | Майк Фрабони  | Марсия Тиллиш  | Ричард Маскел  | Джони Коттен  |               | ЧСШАСК 1994                    |

(скипы выделены полужирным шрифтом)

## Частная жизнь
Была замужем за кёрлингистом и гольфистом Кэлом Тиллишем (англ. Cal Tillisch), с которым она познакомилась в 12 лет, когда они в клубе занимались гольфом; он и вдохновил её заниматься кёрлингом, после того как они поженились в 1988; они в одной команде дважды выиграли чемпионат США среди смешанных команд в 1991 и 1993.